# Gaszner Péter
| Gaszner Péter                             | Gaszner Péter                                                      |
| Kattints az alábbi külső linkek egyikére! | Kattints az alábbi külső linkek egyikére!                          |
| ----------------------------------------- | ------------------------------------------------------------------ |
| Nem található szabad kép.(?)              |                                                                    |
| külső link · jogvédett                    | A Pécsi Egyetemi Almanach, 1367–2019 fotója                        |
| külső link · jogvédett                    | Gaszner Péter                                                      |
| külső link · jogvédett                    | Elhunyt Gaszner Péter. Magyar Pszichiátriai Társaság. 2017. 08. 04 |

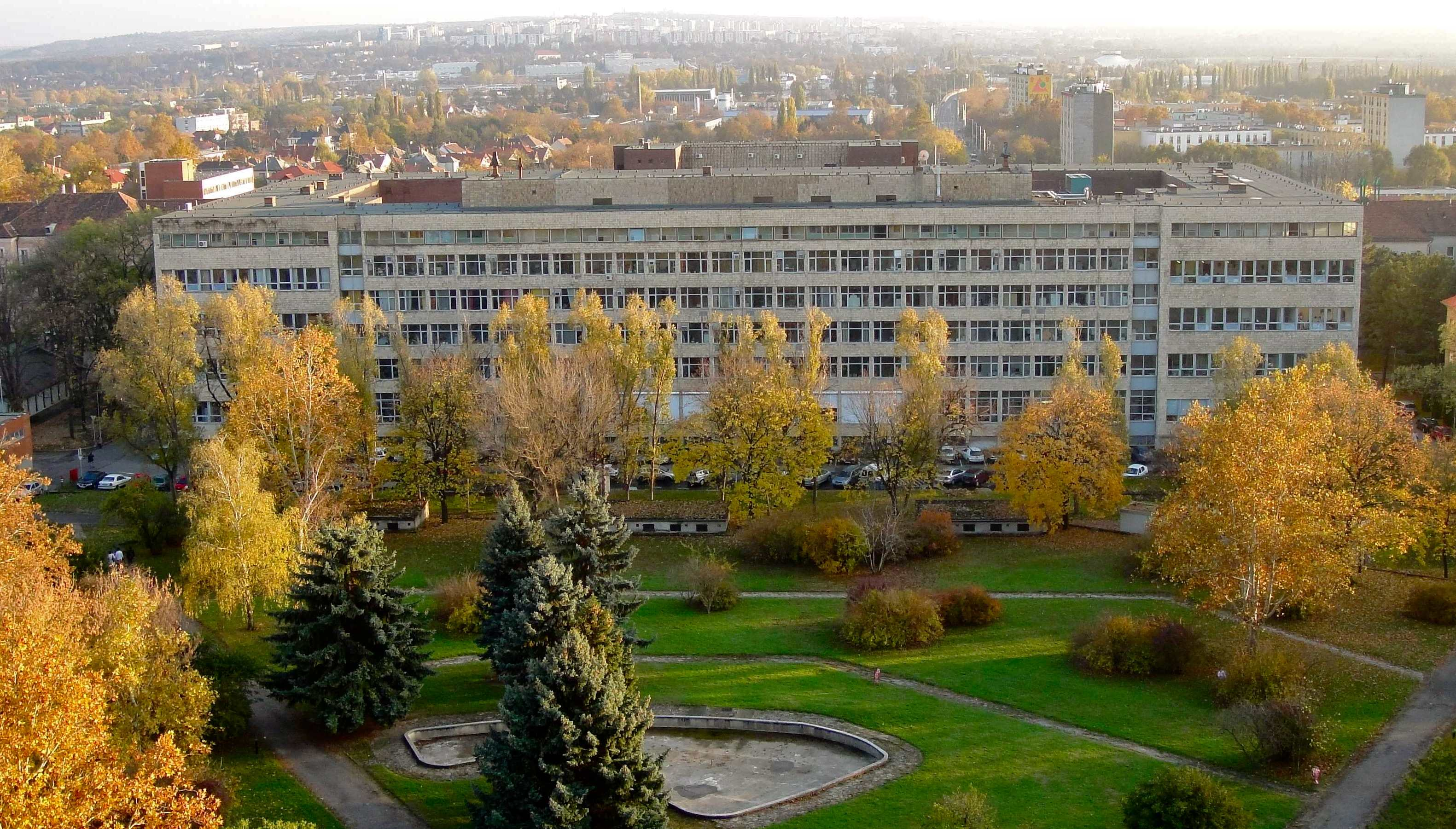
1963–1978 között a Pécsi Orvostudományi Egyetemen dolgozott

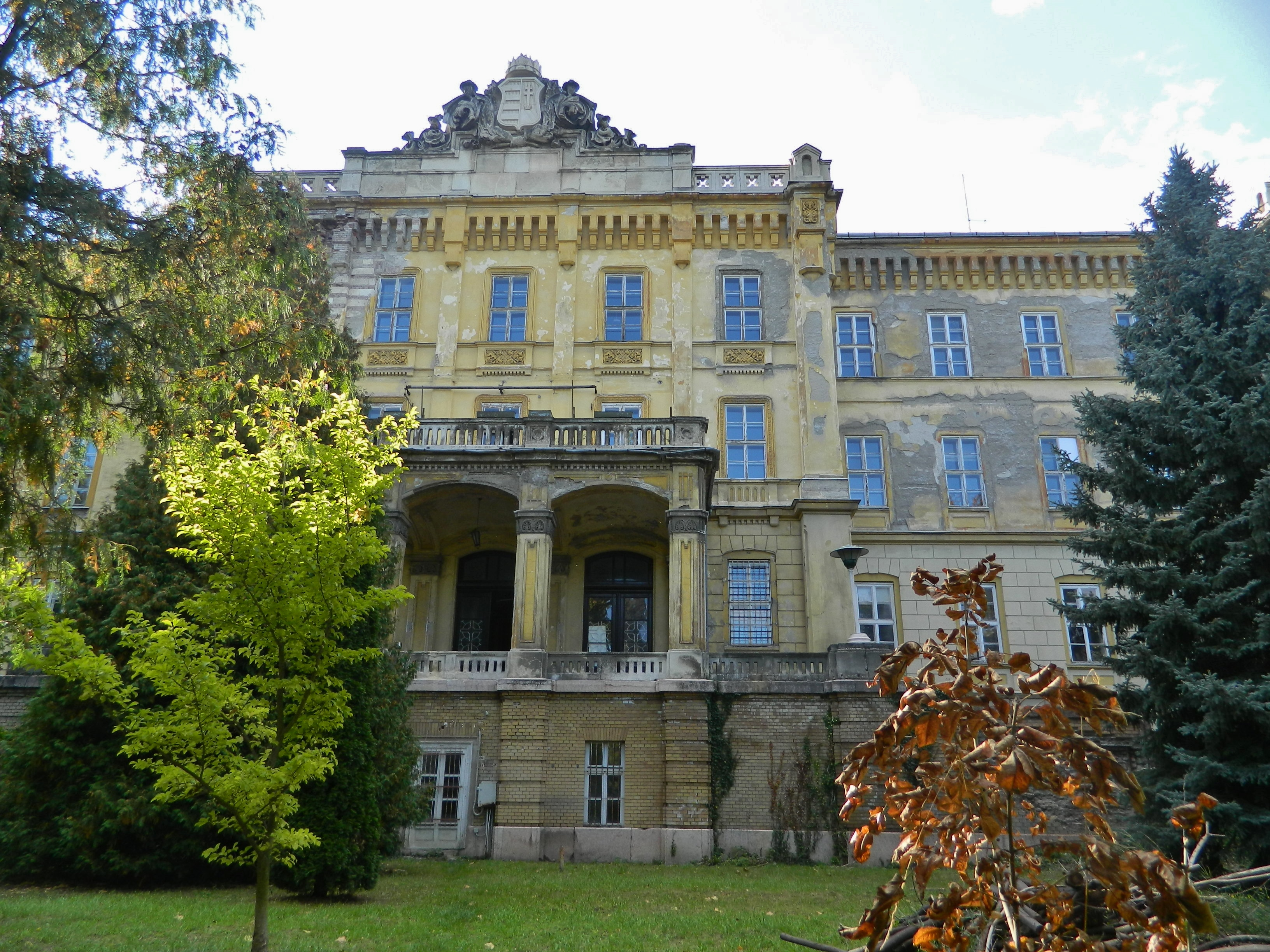
1979–2007 között az Országos Pszichiátriai és Neurológiai Intézetben dolgozott

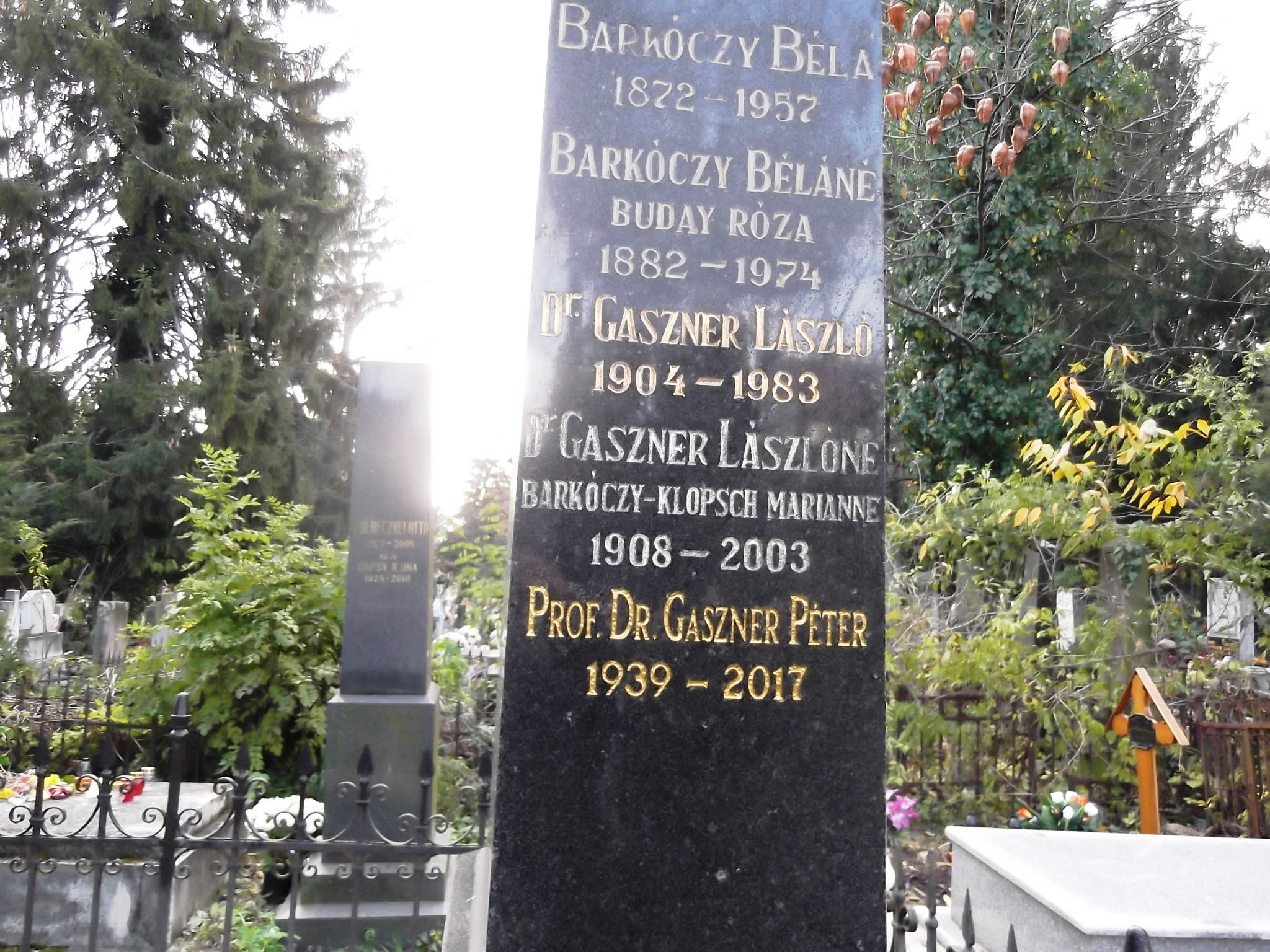
Nyughelye Egerben, a Fájdalmas Anya (Hatvani) temetőben (Szépasszonyvölgy mellett), a Barkóczy-Gaszner-kriptában

Gaszner Péter (Békéscsaba, 1939. augusztus 4. – Budapest, 2017. július 25.) az OPNI osztályvezető főorvosa, pszichiáter, a Semmelweis Egyetem egyetemi tanára.

## Családja
Szülei Gaszner László (Komádi, 1904. november 4. – 1983) és Barkóczy Klopsch Marianne (Budapest, 1908. március 15. – 2003.) középiskolai tanár. Apai nagyszülei Gaszner Károly és Kugler Mária, az anyaiak Barkóczy Béla (1872–1957) és Buday Róza (1882–1974).
Gyermekei: Andrea (1965), Balázs (1969), Gábor (1978), Mariann (1984). A három idősebb orvos lett, míg Mariann a közgazdasági pályát választotta.
Egerben, a Fájdalmas Anya (Hatvani) temetőben (Szépasszonyvölgy mellett) a Barkóczy-Gaszner Kriptában nyugszik.

## Tanulmányai
Iskoláit Békéscsabán és Diósgyőrben, majd az Újdiósgyőri Gimnáziumban végezte. A Debreceni Orvostudományi Egyetemen szerzett 1963-ban orvosi diplomát. Szakvizsgái: neurológia, pszihiátria (1970), klinikai farmakológia (1980).

## Munkahelyei, beosztásai
- Rövid miskolci kitérő után 1963–1978 között a Pécsi Orvostudományi Egyetem Ideg- és Elmeklinikáján Környey István professzor irányításával lett ideg-, majd elmegyógyász. 1963–64-ben gyakornok, 1964–1970 között klinikai orvos, 1970–1976 között tanársegéd, 1976–1978 között egyetemi adjunktus volt.
- Pályája nagy részében, 1978-tól 2007-ig az Országos Pszichiátriai és Neurológiai Intézet pszichiátriai osztályán dolgozott.
- Több mint 45 éves oktatói tevékenységéből húsz évet a Semmelweis Egyetem professzoraként töltött.
- 1995-ben habilitált a Semmelweis Egyetemen.

### Vezetői megbizatásai
1980–2007 között az Országos Pszichiátriai és Neurológiai Intézet (OPNI, Lipótmező), osztályvezető főorvosa volt, az intézet bezárásáig. Egy száznegyven fős osztályt vezetett.

## Tudományos fokozatai, címei
1976: MTA kandidátusa, „Az atropin-coma terápia módosított eljárása" című disszertációja alapján.
1997: MTA doktora, „Az affektiv betegségek komplex elemzése” című értekezése alapján. Gaszner Péter pszichiáter, az OPNI osztályvezető főorvosa (1939–2017) doktori értekezésének kivonata, illetve az összes hozzá tartozó tudományos publikáció csatolt anyaga. [Kézirat.]  MTA orvosi osztálya tanácskozó testületi tagja.

## Külföldi útjai, díjai és elismerései
- A szakmai tanulmányutakból legfontosabbak a gdański, az egyéves manchesteri, az umeå-i, a Buenos Aires-i és a többszöri Nashville-i (Vanderbilt Egyetem).
- Széchenyi professzori ösztöndíjas (2000)
- A Svéd Pszichiátriai Társaság tiszteletbeli tagja
- A Buenos Aires-i Egyetem díszdoktora
- Buenos Aires-i Egyetem Kennedy-csillag

## Fontosabb közéleti szerepvállalásai
- Neurológiai és Pszichiátrai Bizottság titkára. Akadémiai Almanach 1985 I. Rész. Az Akadémia tagjai és tudományos testületei[6]
- A Pszichiátriai (WPA) és a Neuro-pszichofarmakológiai Világszövetség (CINP) vezető tisztségeit töltötte be.
- A Magyar Pszichofarmakológiai Társaság elnöke
- A Neuro-Psychopharmacologia Hungarica szakmai folyóirat alapító főszerkesztője.
- Magyar Pszichiátriai Társaság (1980–2017)
- Pszichiátriai Világszövetség (1981–2017)
- Neurológiai Világszövetség (1982–2017)
- Svéd Pszichiátriai Társaság (1984–2017)
- MTA Pszichiátriai Bizottság (1990–2017)
- Nemzetközi Nozológiai Társaság (1995–2017)
- Magyar Pszichofarmakológiai Társaság (1995–2017)

## Szakterülete
Specialitásai voltak: alvászavar, pánikbetegség, fóbia, depresszió, mániás depresszió, szorongásos zavarok, alvászavar, alkohol- és egyéni életvezetési problémák, kapcsolati zavarok, krízishelyzetek, beilleszkedési problémák, kényszerbetegség, hangulati zavarok, szkizofrénia, menedzser-betegség. Például a fóbiák és a velük rokon szorongásos zavarok a leggyakoribb lelki betegség formák, amelyek a népesség 20-40 százalékánál fordulnak elő. A kényszerbetegségekben a hazai népesség 2,5-3 százaléka szenvedhet. A szkizofrénia a hazai lakosság 0,7-1%-ban fordul elő. Ezek a betegségek ma már gyógyíthatók, pontosabban a tünetmentesség biztosítható, ha a beteg együttműködik az orvossal. Gaszner Péter 2002-ben a pszichiátria gyógyítási hatásfoka kapcsán: a következőt nyilatkozta: „Nem véletlen, hogy tünetmentességről beszéltem és nem gyógyításról. Gyógyítani azt a betegséget tudjuk, aminek biztosan tudjuk az okát. A pszichiátriai kezelések nem mérhetőek össze a testi orvoslásban használt kezelések eredményességével. Emberek lelki, szellemi nehézségeit nem lehet kémiai anyagokkal megoldani. A pszichiátriákon adagolt szerek csupán arra szolgálnak, hogy kémiailag elnyomják a kellemetlen mentális megnyilvánulásokat, ez azonban hosszabb távon nem segít az illetőnek a mentális nehézsége leküzdésében. Nem véletlen, hogy ha a gyógyszerezett páciensek abbahagyják a szer szedését, „visszaesnek”: tüneteik kiújulnak, amire a pszichiáterek rendszerint azt mondják: „nem szedte elég ideig a gyógyszereit”, de valójában arról van szó, hogy ezek a szerek nem állítják helyre az illető mentális egészségét, és csupán addig nyomják el a tüneteket, ameddig szedik őket.” Gaszner Péter a Magyar Pszichofarmakológiai Társaság elnöke volt, mivel szakterülete volt a pszichofarmakológia, ugyanis az ideg és elmebetegségek gyógyszeres kezelése az ötvenes évek óta jelentős mértékben átalakította a terápiát. A klórpromazint fedezték fel először. A hetvenes évektől, amikor megjelentek a szelektív vegyületek, még jobban felgyorsult a fejlődés. Gaszner Péter sikeresen alkalmazta a hagyományos pszichoterápiát a gyógyszeres kezelésekkel kombinálva. Ez irányú kutatási eredményeit többek között az 1989-ben megjelent „A lelki betegségek gyógyszeres kezelése” c. 139 oldalas könyvében foglalta össze.

## Főbb publikációi
- Gaszner Péter (1939–) 6 publikációjának adatai. OSZK. Katalógus.[10]
- Mózsik Gyula dr.–Gaszner Péter dr.–Ludány Andrea dr. és Jávor Tibor dr.: Az egyszeri intravénásan adott, nagy dózisú (30,0–600,0 mg) atropin hatása az emberi gyomorsecretióra. Orvosi Hetilap, 1974. szeptember (115. évfolyam) 1974-09-01 / 35.szám. szám[11]
- Bódis Lóránt dr.–Gaszner Péter dr. és Radnai Béla dr.: Nagy dózisú (50.0–600.0 mg) intravénásán adott atropin hatása a szívműködésre. Orvosi Hetilap, 1976. március (117. évfolyam) 1976-03-28 / 13. szám[12]
- Gaszner Péter–Thomas A. Ban. CODE-HD : composite diagnostic evaulation of hyperthymic disorders CODE-HD : composite diagnostic evaulation of hyperthymic disorders; Animula, Budapest, 1998
- A lelki betegségek gyógyszeres kezelése; HungáriaSport RMV Nyomda, 1989
- Gaszner Péter-Uriel Halbreich-Gustav Hoffmann. Psychiatry and the Law – Central European Psychiatry; Kiadó. Lundbeck Hungária Kft., Budapest, 2000
- Gaszner Péter dr.- Ban Thomas A.:A hyperthymiás zavarok komplex diagnosztikai értékelése; Kiadó Kalm-R Bt., 2007. Ismertető:[13]
- CODE-HD : composite diagnostic evaulation of hyperthymic disorders A hyperthymiás zavarok komplex diagnosztikai értékelése = Composite diagnostic evaluation of hyperthymic disorders : CODE-HD / Gaszner Péter & Thomas. Kalmár Sándor, Kalmár Koppány. Kalm-R Bt., Budapest, 2007
- Web of Science [14] 37 nemzetközi szaklapban megjelent „A” kategóriás első szerzős publikációját közli, a független hivatkozások száma 590.

## Tudományos munkásságának értékelése
1. Gaszner Péter ajánlása az akadémiai címre. Ajánló akadémikusok: Knoll József, Magyar Kálmán. Magyar Tudomány – A MTA folyóirata, 2000 (107. kötet = Új folyam 45. kötet) 2000 / 12. sz.
2. Gaszner Péter ajánlása az akadémiai címre. Ajánló akadémikusok: Knoll József, Magyar Kálmán, Pásztor Emil.
Részletek: „Neuropathológiai munkássága után kidolgozta a szövődménymentes atropin-coma eljárását. Megállapította, hogy esetenként a „megszokott” toxikus dózis százszorosát is lehet egyszeri parenteralis adagolással alkalmazni. Elsőként írta le az antidepresszánsok és a neuroleptikumok cholinerg és noradrenerg idegrendszeri hatásának mechanizmusát egészséges önkénteseknél és betegeknél (Br. J. Clin. Pharmac, 9,112-113,1980; Br. J. Clin. Pharmac. 9,88-91,1980.) Új polydiagnosztikus nozológiai rendszere, a Composite Diagnostic Evaluation of Hyperthymic Disorders (Gaszner, Ban; Animula, Budapest, 1998) a mai pszichiátriai besorolás legmegbízhatóbb módszere. Elsőként írta le a szelektív hatású reboxetin antidepresszáns és a clonazepam drogelvonási tünetekben gyógyító hatását, ül. a clozapin veszélytelenségét és újszerű alkalmazását (Progr. Neuro- Psychopharmac. Bioi. Psychiat. 26,603–607,2002). Tudományos munkásságát elsősorban a pszichiátriai és a klinikai psychopharmakológia területén végezte. 204 közleménye, ill. könyvfejezete angol nyelvű. Impact faktora: 61.298. Tizenkét nemzetközi kongresszust és a CINP Világkongresszusát rendezte.!!” Bár az akadémikusi címet megérdemelte volna, akadémikusnak nem választotta meg az MTA.
Havas Henrik: Gaszner és Rihmer Főorvos Elmeosztálya. Alexandra Kiadó. Pécs. 2017 